# Palazzo Statella

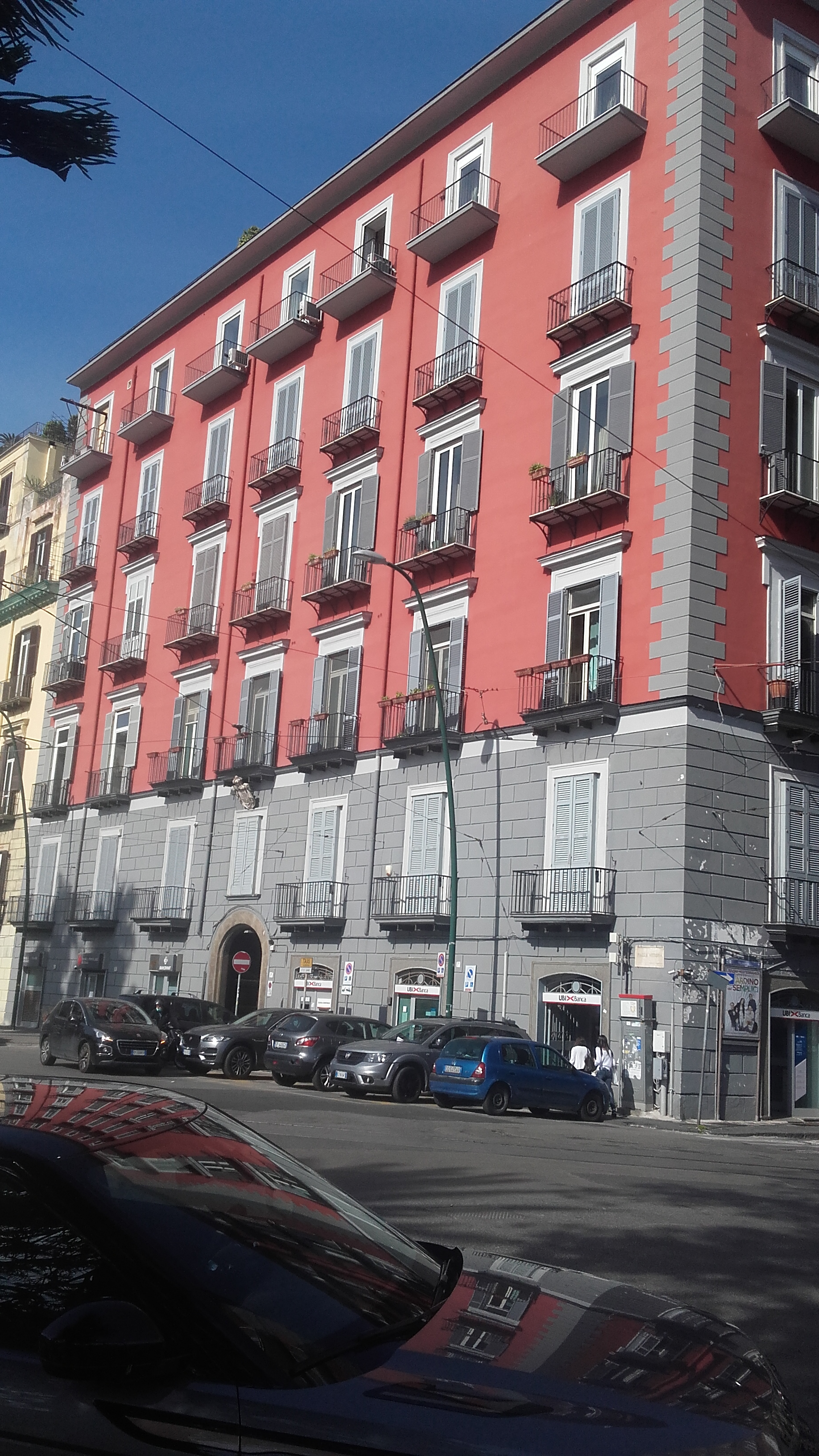
Palazzo Statella in Neapel: Fassade zur Piazza della Vittoria.

Der Palazzo Statella ist ein Palast aus dem 19. Jahrhundert im Viertel San Ferdinando in Neapel in der italienischen Region Kampanien. Er liegt an der Piazza della Vittoria, 7.

## Geschichte
Den Palast ließ die Familie Statella, Herzöge von Cassaro, errichten. Dies geschah höchstwahrscheinlich in den 1830er-Jahren, als Herzog Antonio Statella, der zum Außenminister ernannt worden war, beschloss, sich mit seinem Familienzweig an dieser Stelle der Stadt niederzulassen. Nach dem Zweiten Weltkrieg wurde das Haus um ein Stockwerk erhöht.

## Beschreibung
Der Palast ist im klassizistischen Stil erbaut und in der Mitte der Fassade öffnet sich das stämmige Rundbogenportal aus Piperno mit leicht sichtbarem  Bossenwerk. Die Fassade selbst hat fünf Vollgeschosse und ein Zwischengeschoss. Die Fenster sind mit einfachen Rahmen und Gebälken darüber dekoriert. Im Zwischengeschoss und den Obergeschossen sind alle Fenster mit kleinen Balkonen versehen.
Die Außenfassaden des Palastes wurden kürzlich restauriert.

## Bildergalerie

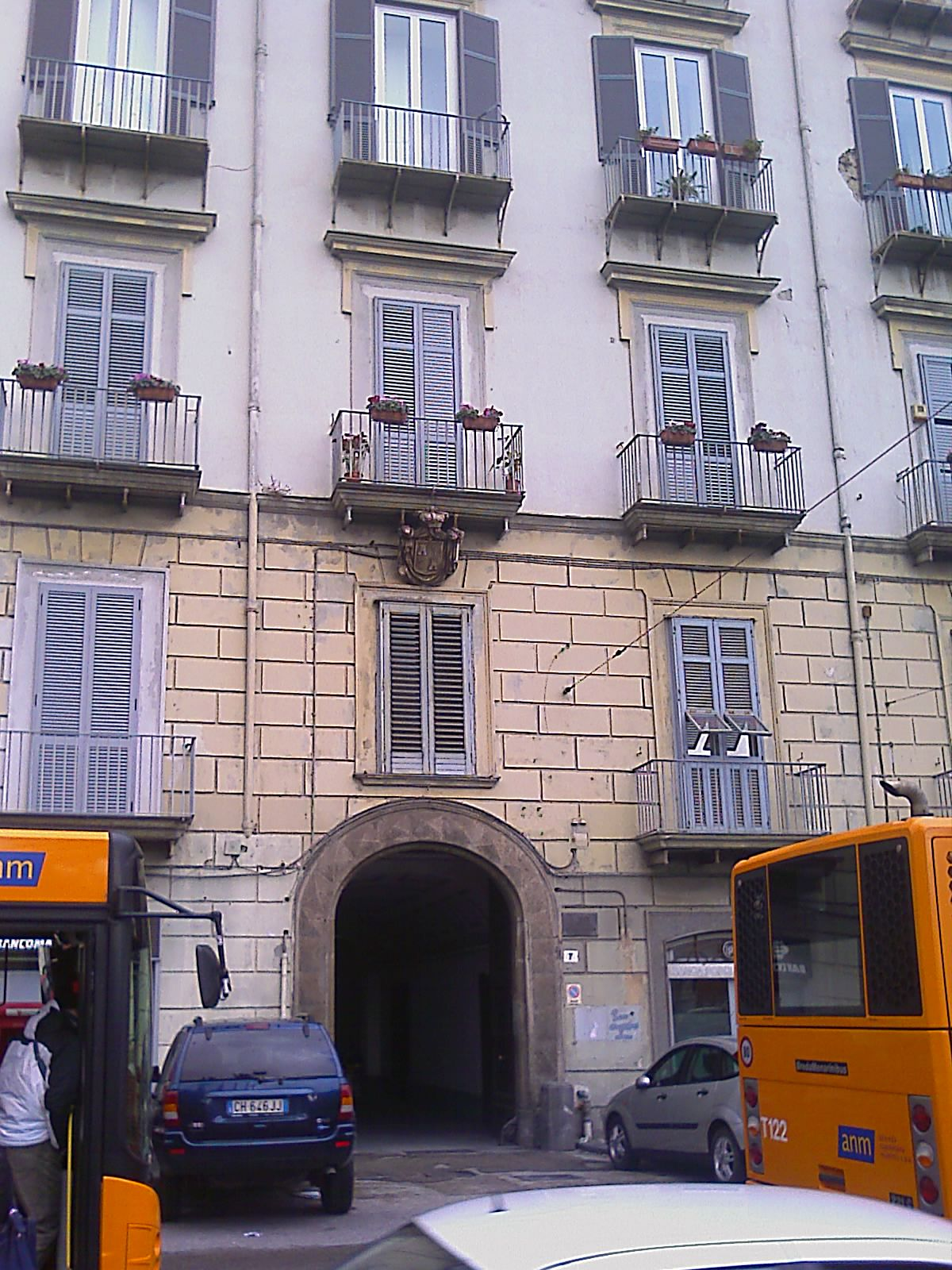
Portal, Zwischengeschoss und Wappen (vor der kürzlichen Restaurierung)